# Данилово (Конаковский район)
Данилово — деревня в Конаковском районе Тверской области России. Входит в состав Ручьёвского сельского поселения.

## География
Деревня расположена на берегу реки Крутец в 5 км на восток от центра поселения деревни Ручьи и в 22 км на восток от райцентра города Конаково.

## История
В 1845 году в селе была построена каменная Покровская церковь с 3 престолами, метрические и исповедальные книги с 1803 года. 
В конце XIX — начале XX века село являлось центром Даниловской волости Корчевского уезда Тверской губернии. 
С 1929 года деревня являлась центром Даниловского сельсовета Конаковского района Кимрского округа Московской области, с 1935 года — в составе Калининской области, с 1994 года — в составе Ручьёвского сельского округа, с 2005 года — в составе Ручьёвского сельского поселения.

## Население
| 1859 | 1887 | 2002 | 2010 |
| ---- | ---- | ---- | ---- |
| 298  | ↗308 | ↘21  | →21  |

## Достопримечательности
В деревне расположена действующая Церковь Покрова Пресвятой Богородицы (1845).